# 興隆公園
興隆公園是臺北市文山區的一座公園，位於興業里，於1975年建成，公園中心有一觀景湖，園中還有溜冰場、兒童遊戲區與體健設備等設施，並設有一座蔣中正銅像。中華民國前總統馬英九住家即位於此公園旁。

## 沿革

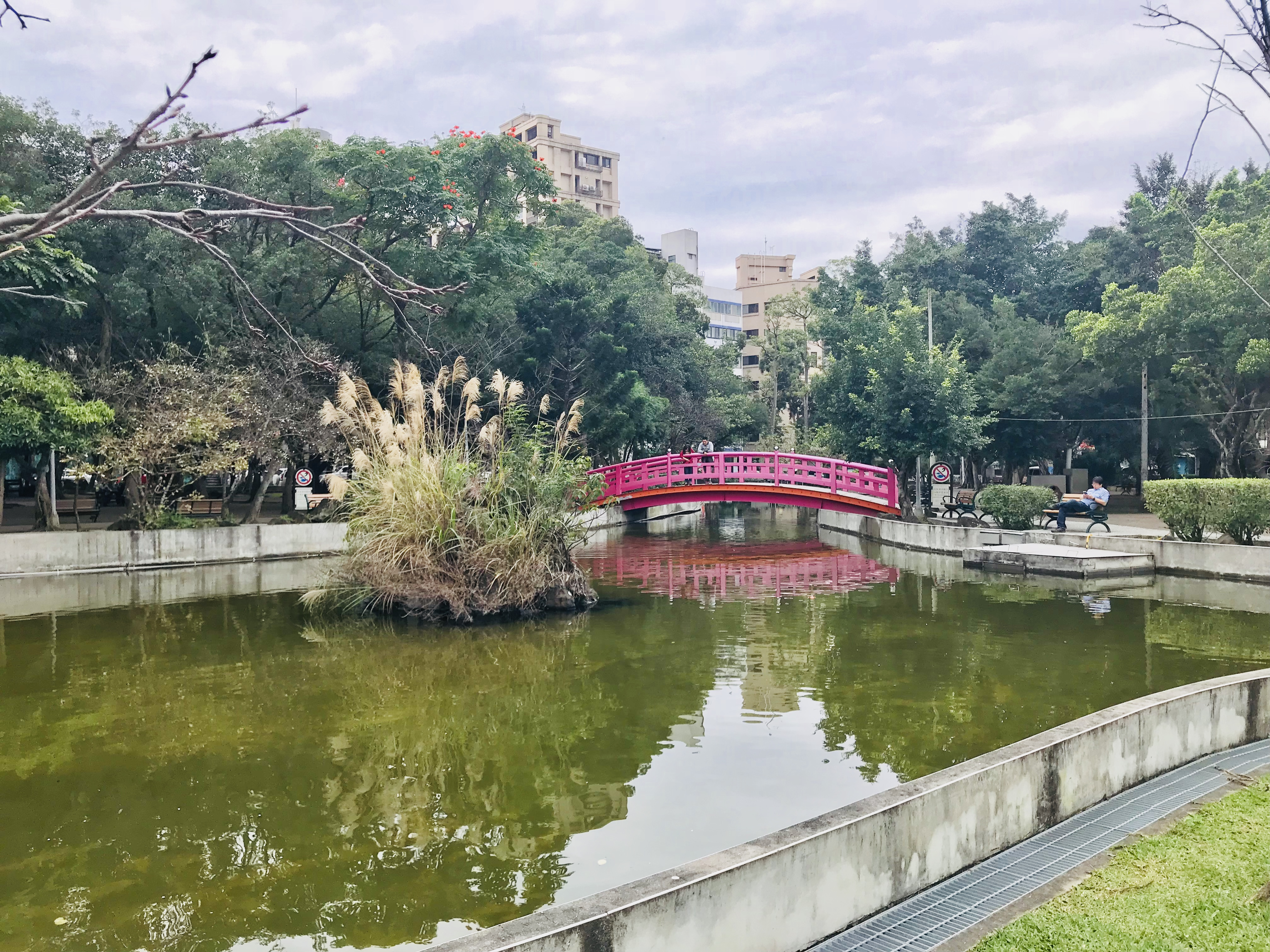
興隆公園中央的觀景湖與其上拱橋

興隆公園於1975年闢建，公園用地本有景美順天宮，因興築公園而被遷至興隆路一段137巷86號（文山景美運動公園旁）的現址。
興隆公園曾於1998年與2008年兩度整修，其中第二次工程為大幅改建，改變了原本林木茂密的景觀，並增設地下停車場，提供260個汽車車位與62個機車車位，於2009年10月26日啟用。另外本次改建進行時，有當地居民投訴外側新蓋的水泥座椅形狀與墳墓相似，使承包商將其拆除重蓋。
2015年，臺北市政府工務局公園路燈工程管理處因應文山區發展策略計畫，再度整修興隆公園中的環湖步道、涼亭與兒童遊樂器材，但2018年工務局又編列整修預算，引起民眾質疑。

## 環境
興隆公園位於住宅區中，周圍與人行道相接處設有水泥矮台，公園北側入口處有一溜冰場與兒童遊樂區，中央則為一仿古觀景湖，其上有一座小拱橋，周圍有垂柳生長，並建有環湖步道，其他設施還有體健設備、涼亭與下象棋的石桌椅等，園內種植的樹種包括榕樹、白千層、黑板樹、櫻花與椰子樹等。
中華民國前總統馬英九的住家緊臨興隆公園，該公園是他平時慢跑的地點之一。

### 蔣中正銅像
興隆公園中有一座設立於1977年的蔣中正銅像。2015年2月27日，蔣中正銅像遭臺左維新成員噴紅漆抗議，面部被戴上面具，基座也被噴上「殺人兇手，何須緬懷」、「歷史罪人」等字眼。3月1日，做案者至中正一分局投案，並要求將此類象徵威權的銅像拆除。銅像後來已被清洗乾淨。

## 鄰近設施
- 臺北市興隆國民小學
- 臺北市興德國民小學
- 景美福興宮